# Wandsworth (wijk)
Wandsworth is een wijk in het Londense bestuurlijke gebied Wandsworth, in de regio Groot-Londen.
Het is voornamelijk bekend vanwege de gevangenis HM Prison Wandsworth.

## Geboren
- Edmund Gwenn (1877–1959), acteur
- Lesley-Anne Down (1954), actrice
- Martin Bashir (1963), journalist
- Michail Antonio (1990), voetballer

## Galerij

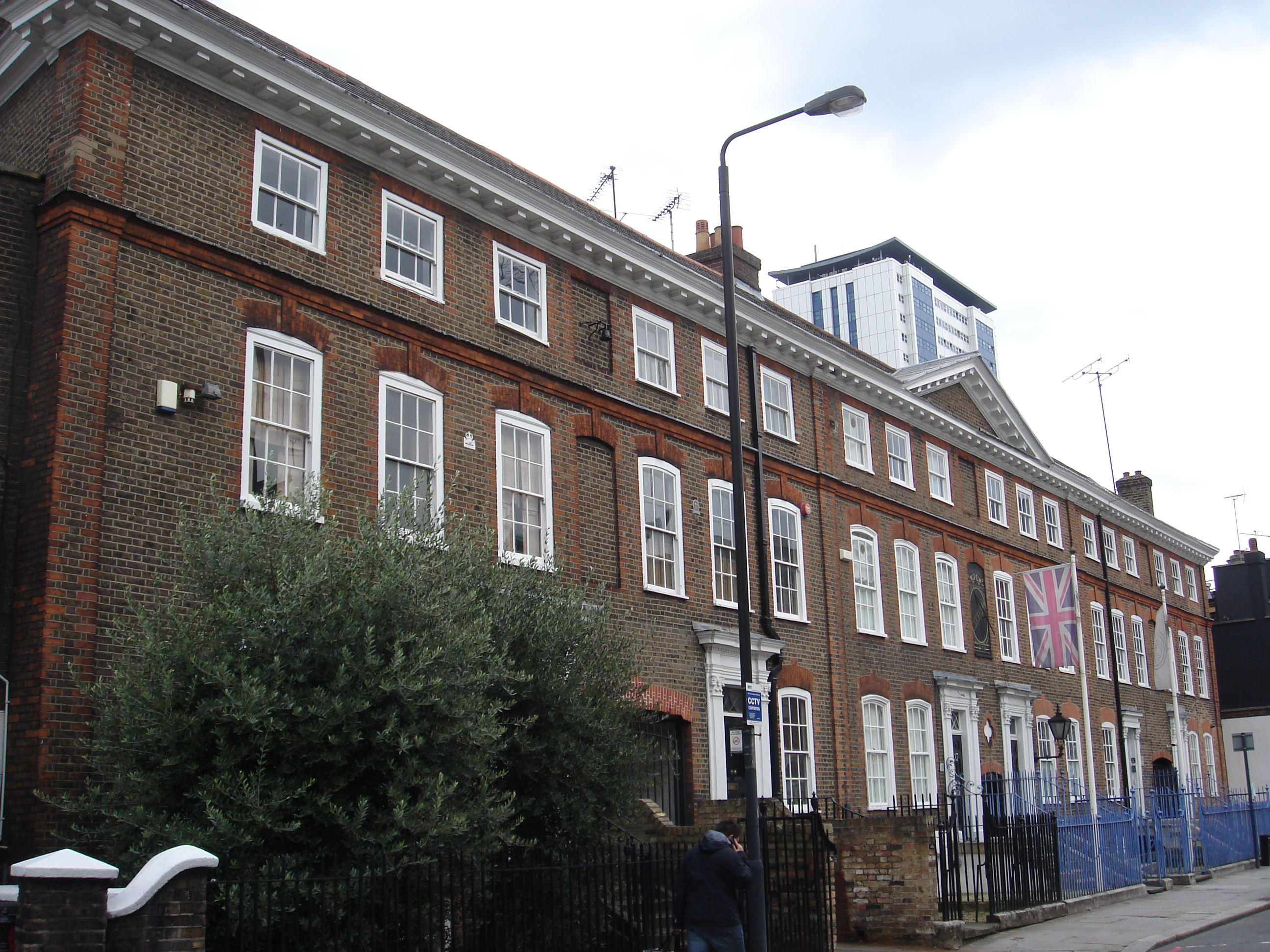
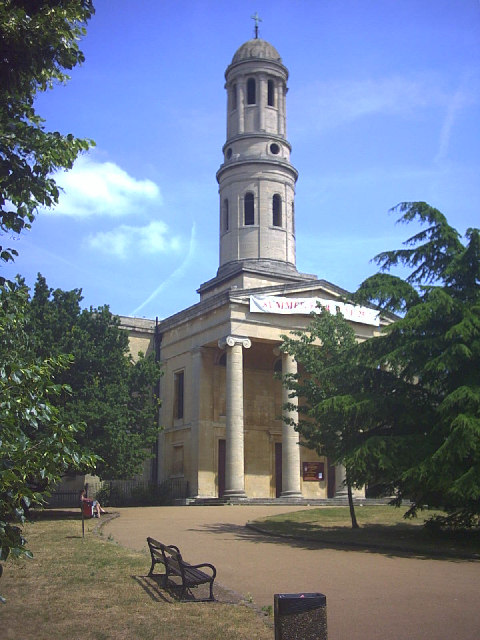
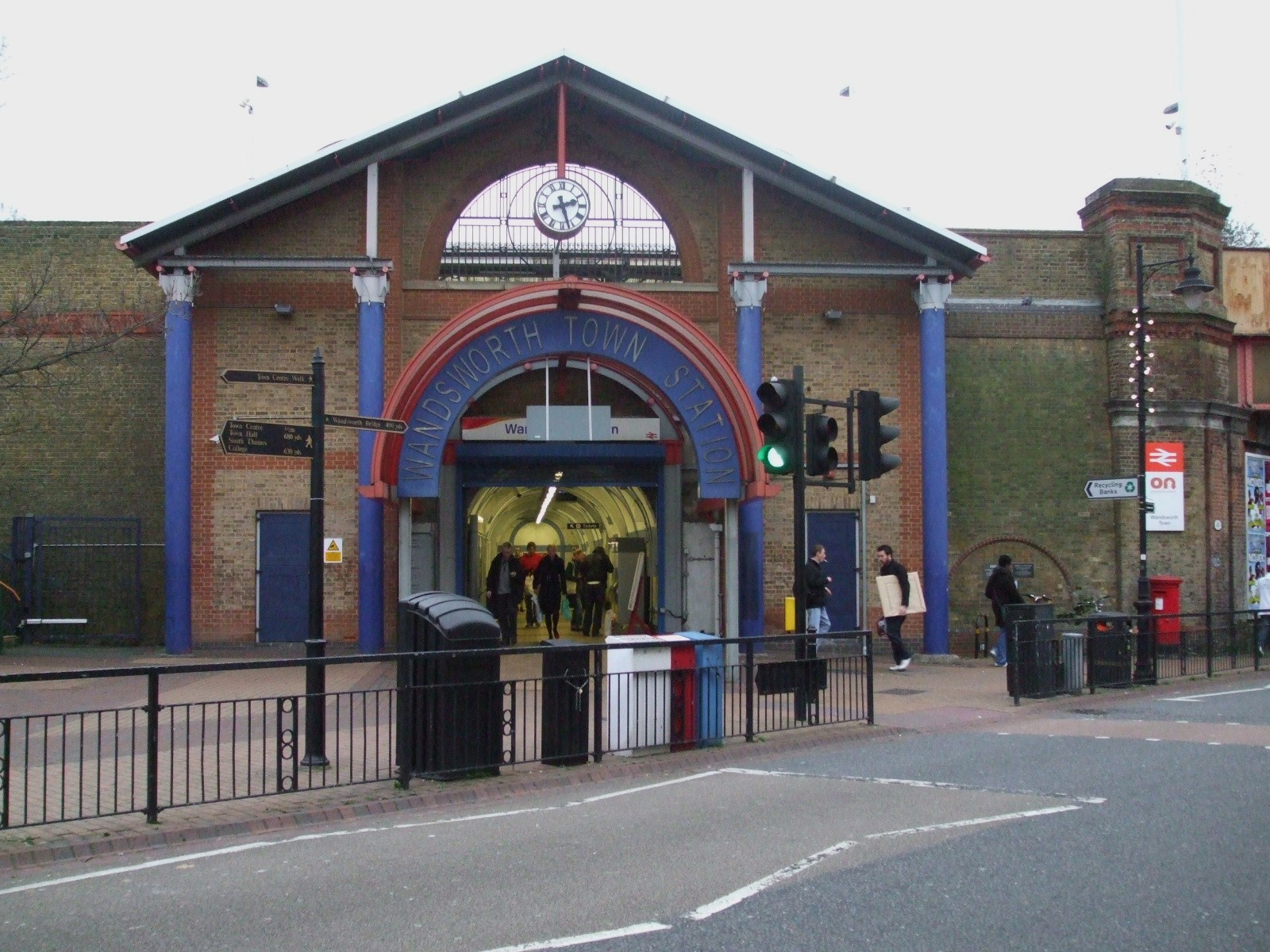
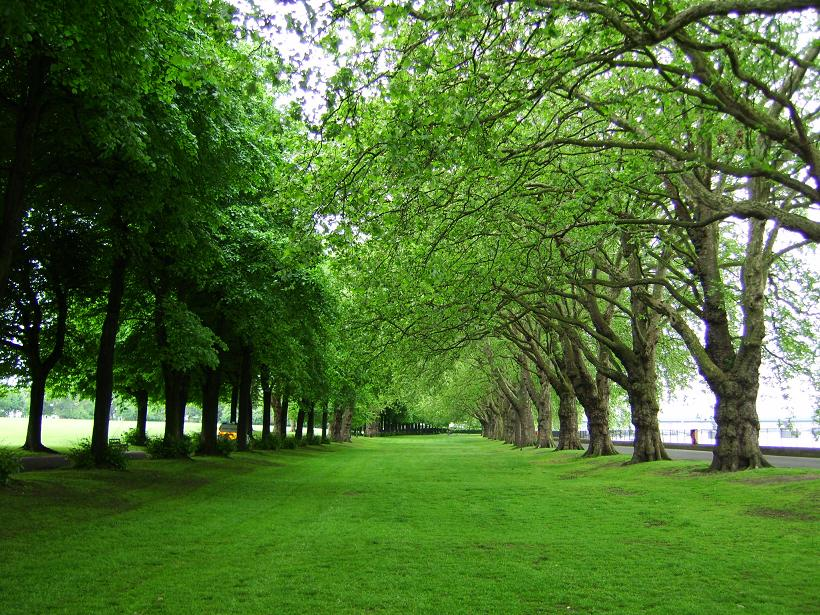
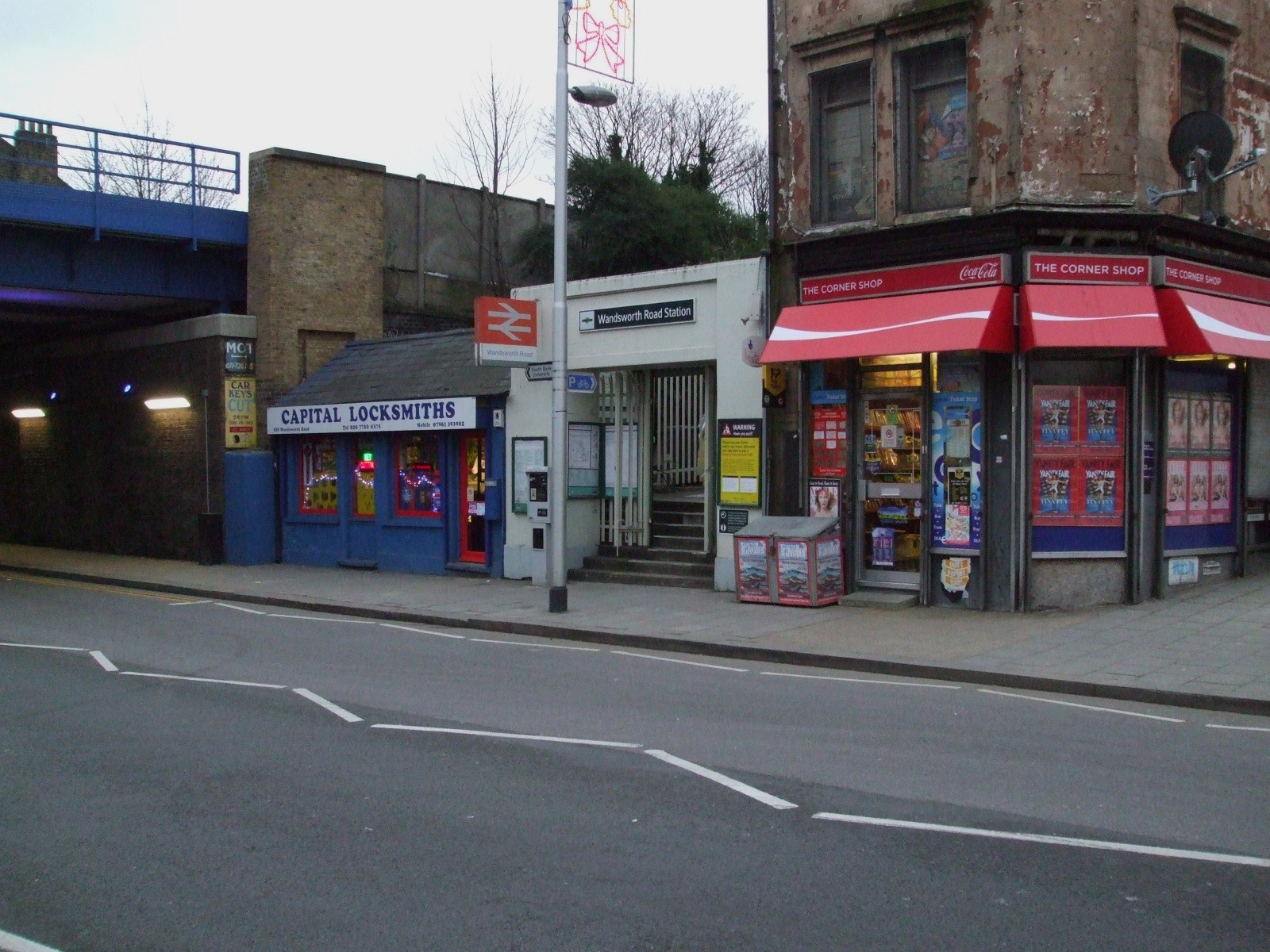
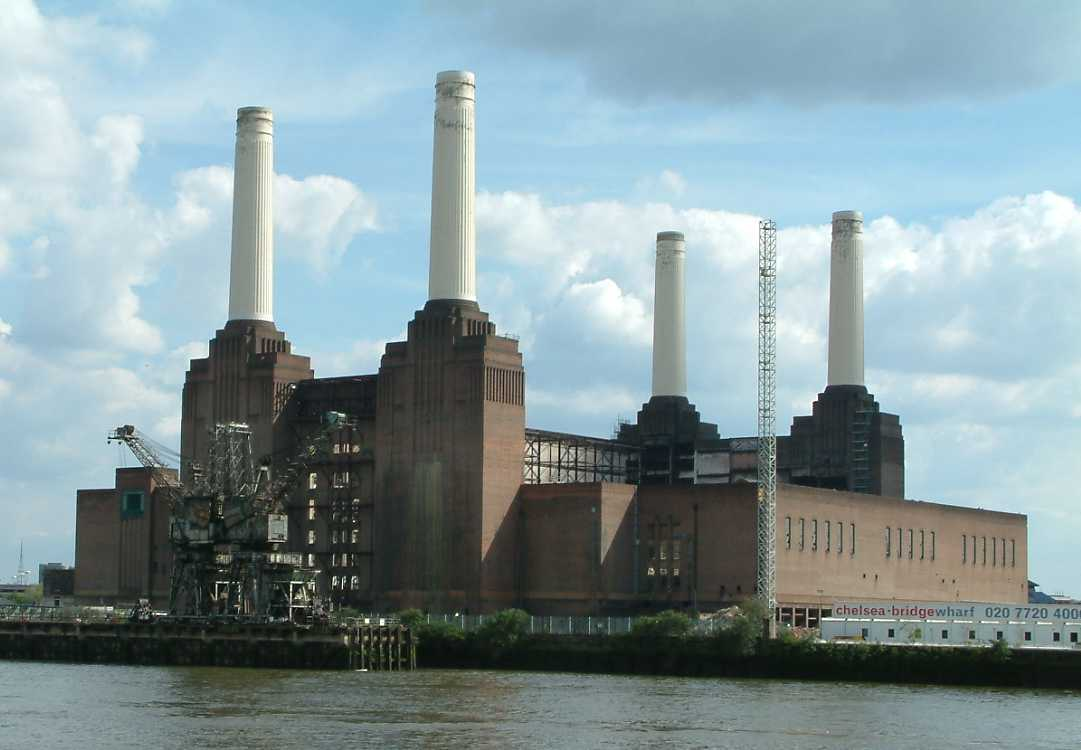